# Académie des sciences, lettres et arts d'Arras
De Académie des sciences, lettres et arts d'Arras (Frans voor Academie van wetenschappen, letteren en kunsten van Arras) is een geleerd genootschap gevestigd in de Noord-Franse gemeente Dainville bij Arras. Het organiseert regelmatig lezingen en een kunstbiënnale. Ook reikt het een geschiedenisprijs uit aan studenten van de Université d'Artois.

## Geschiedenis
De instelling voert haar bestaan terug op de Société littéraire d'Arras, die op 1 mei 1737 werd opgericht en die in 1773 de status van Académie royale kreeg. Het prestige en dynamisme van de academie nam in 1786 verder toe doordat de aristocraat en netwerker Ferdinand Dubois de Fosseux er "eeuwig secretaris" van werd. Hij maakte een punt van het toelaten van vrouwen, wat in Europa hoogstens episodisch voorviel. Bijval kreeg hij van de jonge advocaat Maximilien de Robespierre, die net voor een jaar tot directeur werd verkozen van de academie.  
Tijdens de Franse Revolutie werden alle academiën in 1793 opgeheven door de Nationale Conventie. In Arras werd de academie in 1817 heropgericht als de Société royale d'encouragement pour les sciences, les lettres et les arts. Vijf vroegere leden waren erbij.

## Bekende leden en bestuurders
- Ferdinand Dubois de Fosseux
- Mathieu Antoine Bouchaud
- Arthur Dinaux
- Antoine Adrien Lamourette
- Marcel Jérôme Rigollot
- Maximilien de Robespierre
- Jean Baptiste Rondelet